# Puccinia cnici
Puccinia cnici ist eine Ständerpilzart aus der Ordnung der Rostpilze (Pucciniales). Der Pilz ist ein Endoparasit verschiedener Kratzdisteln. Symptome des Befalls durch die Art sind Rostflecken und Pusteln auf den Blattoberflächen der Wirtspflanzen. Sie ist holarktisch verbreitet.

## Merkmale

### Makroskopische Merkmale
Puccinia cnici ist mit bloßem Auge nur anhand der auf der Oberfläche des Wirtes hervortretenden Sporenlager zu erkennen. Sie wachsen in Nestern, die als gelbliche bis braune Flecken und Pusteln auf den Blattoberflächen erscheinen.

### Mikroskopische Merkmale
Das Myzel von Puccinia cnici wächst wie bei allen Puccinia-Arten interzellulär und bildet Saugfäden, die in das Speichergewebe des Wirtes wachsen. Ihre Spermogonien wachsen überwiegend oberseitig auf den Wirtsblättern. Die beid- oder mehrheitlich blattunterseitig wachsenden Aecien der Art sind von krausen Hyphen umgeben. Ihre zimt- bis goldbraunen Aeciosporen sind 25–33 × 21–30 µm groß, kugelig bis breitellipsoid und warzig. Die beidseitig wachsenden Uredien des Pilzes sind schokoladenbraun. Ihre dunkel zimtbraunen Uredosporen sind 28–38 × 24–28 µm groß, breitellipsoid bis eiförmig und stachelwarzig. Die beid- oder überwiegend blattunterseitig wachsenden Telien der Art sind schokoladenbraun, pulverig und unbedeckt. Die kastanienbraunen Teliosporen sind zweizellig, in der Regel ellipsoid, runzelig und meist 35–47 × 21–26 µm groß. Ihre Stiele sind farblos.

## Verbreitung
Das bekannte Verbreitungsgebiet von Puccinia cnici reicht von den nördlichen USA über Kanada und Russland bis nach Europa.

## Ökologie
Die Wirtspflanzen von Puccinia cnici sind Gewöhnliche Kratzdistel und auch andere Arten der Gattung Cirsium. In Österreich sind zwei Varietäten bekannt: So kommt Puccinia cnici var. cnici auf der Gewöhnlichen Kratzdistel vor, Puccinia cnici var. crassiuscula hingegen auf der Wollkopf-Kratzdistel. Der Pilz ernährt sich von den im Speichergewebe der Pflanzen vorhandenen Nährstoffen, seine Sporenlager brechen später durch die Blattoberfläche und setzen Sporen frei. Die Art durchläuft einen makrozyklischen Entwicklungszyklus mit Spermogonien, Aecien, Telien und Uredien. Als autoöker Parasit macht sie keinen Wirtswechsel durch.